# Kameo mit Marc Aurel und Faustina minor als Iuppiter und Iuno

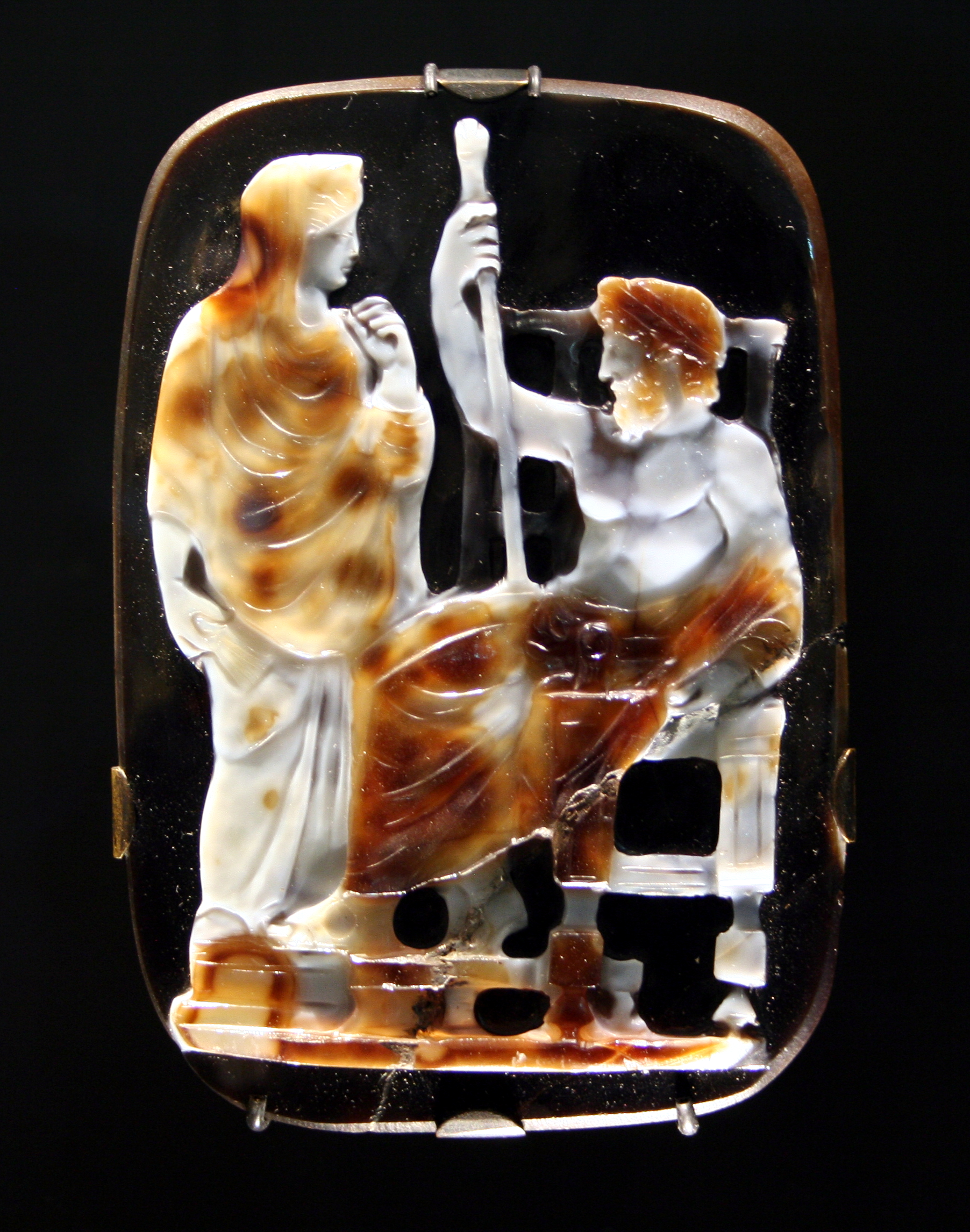
Der Kameo mit Marc Aurel und Faustina minor als Iuppiter und Iuno.

Der Kameo mit Marc Aurel und Faustina minor als Iuppiter und Iuno, oder kurz Jupiter-Kameo, ist eine große Kamee und gehört heute zur Antikensammlung des Landesmuseums Württemberg in Stuttgart. Er zeigt den römischen Kaiser Marc Aurel und dessen Frau Faustina minor als das oberste Götterpaar des römischen Pantheons, Jupiter und Juno.
Der Kameo mit Marc Aurel und Faustina minor als Iuppiter und Iuno ist sowohl das größte als auch das bedeutendste Objekt in der Sammlung antiker Glyptik des Stuttgarter Landesmuseums. Der Stein mit einer Höhe von 14,6 Zentimetern und einer Breite von 10,6 Zentimetern ist aus dem Halbedelstein Sardonyx gefertigt. Herstellungsort war mutmaßlich die Stadt Rom, es handelte sich bei dieser Kamee wohl um höfische Kunst. Der Stein ist in drei Schichten in verschiedenen Farben aufgebaut. Der Künstler, der ein großes fachliches Können bewiesen hat, hat vor einem dunklen Untergrund aus der zweiten, weißen Schicht die Hautpartien der Figuren, das Mobiliar, den Stab sowie die unteren Teile der Bekleidung der weiblichen Figur herausgearbeitet, aus der obersten, stark gefleckten braunen Schicht den Großteil der Bekleidung sowie Haupthaar und Kranz Jupiters. Farblich ähnelt das Kunstwerk dem Großen Adlerkameo in der Antikensammlung Berlin.
Gezeigt wird rechts der auf einem Stuhl thronende Jupiter. Kopf und Unterkörper sind im Profil gezeigt und zeigen nach links, der Oberkörper ist in Dreiviertelansicht gedreht. Sein rechter Arm ist erhoben und hält ein Zepter als göttliches Attribut und Zeichen der Würde, in der linken Hand hält er als persönliches Attribut ein Blitzbündel. Die Tunika fällt über den Unterkörper und lässt den Oberkörper frei. Auf dem lockigen Haupt trägt Jupiter einen Lorbeerkranz. Ihm auf der linken Bildseite gegenüber steht Juno in Dreiviertelansicht, der Kopf wird nach rechts schauend im Profil gezeigt. Der rechte Arm fällt seitlich herab und greift das Gewand, die linke Hand ist zur linken Schulter erhoben. In der linken Hand hält Juno etwas, das jedoch schwer zu erkennen ist, möglicherweise handelt es sich um einen Pinienzweig, ein Attribut der Magna Mater, das Juno auch als große Göttermutter bezeichnen würde. Sie ist züchtig als matrona stolata dargestellt. Sie trägt eine lange Tunika, darüber eine Stola. Der Kopf und darüber hinaus weitere Körperteile werden von der Palla verhüllt, zudem trägt sie ein Diadem. Das weist die Trägerin als Mitglied der Oberschicht, Frau eines römischen Bürgers und eben als verheiratete Frau, als Matrona, aus. Auch wenn das Paar im Stile der Götter gezeigt wurde, handelt es sich doch nicht um diese, sondern um das Kaiserpaar Marc Aurel und die jüngere Faustina, die in einer Attitüde gezeigt werden, die sie als allem Irdischen entrückt ausweisen. Die Szene symbolisiert die kultisch gefeierte Heilige Hochzeit des Götterpaars und hat somit einen religiösen Bezug. Datiert wird das Stück in die Zeit zwischen 170 und 185, also in die letzten zehn Regierungsjahre Marc Aurels oder in das halbe Jahrzehnt nach seinem Tod. Die Deutung der Götter als Kaiserpaar ist nicht unumstritten, da porträthafte Züge fehlen. Vorgeschlagen wurde auch eine Identifizierung mit Septimius Severus und Julia Domna, was zu einer späteren Datierung an den Beginn des 3. Jahrhunderts führen müsste.
Der Kameo ist seit spätestens 1598 bekannt, als er im Inventar der bayerischen Herzöge beschrieben wurde. Wahrscheinlich im Zuge des Dreißigjährigen Krieges kam das Stück als Kriegsbeute in den Besitz der Herzöge von Sachsen-Coburg. Hier verblieb es, bis es nach dem Zweiten Weltkrieg im Rahmen des Verkaufs der Gothaer Kunstkammer in den Kunsthandel kam. Der Sardonyx befindet sich heute mit der Inventarnummer Arch 62/3 in der Antikensammlung des Landesmuseums Württemberg und wird seit 2016 in der neu zusammengestellten Schausammlung „Wahre Schätze“ präsentiert. Die Erwerbung erfolgte mit Hilfe von Lottomitteln.